# Kolsko (stacja kolejowa)
Kolsko – dawna stacja kolejowa w Kolsku, w województwie lubuskim, w Polsce.